# 斯洛博丹·索罗
斯洛博丹·索罗（羅馬化：Slobodan Soro，1978年12月23日—），塞尔维亚、巴西男子水球运动员。他曾代表塞尔维亚、巴西参加2008年、2012年和2016年夏季奥林匹克运动会水球比赛，获得二枚铜牌。